# Henryk Duniec
Henryk Duniec (ur. 23 czerwca 1924 w Przemęczanach koło Proszowic, zm. 3 lipca 1995 w Krakowie) – zootechnik polski, profesor Instytutu Zootechniki w Krakowie, członek Polskiej Akademii Nauk.

## Życiorys
Był synem Szczepana i Zofii z Zarębów; ojciec był zamożnym chłopem i propagatorem idei spółdzielczości. W 1960 Henryk Duniec uzyskał doktorat w dziedzinie nauk rolniczo-leśnych w Wyższej Szkole Rolniczej w Krakowie (rozprawa Korelacje fenotypowe i genetyczne między niektórymi cechami użytkowymi oraz ich wskaźniki odziedziczalności u świń typu mięsnego). W 1964 został docentem hodowli zwierząt w Wyższej Szkole Rolniczej w Poznaniu, w 1971 profesorem nadzwyczajnym, a w 1978 profesorem zwyczajnym w krakowskim Instytucie Zootechniki.
Od 1976 był członkiem korespondentem, od 1991 członkiem rzeczywistym Polskiej Akademii Nauk. W latach 1978-1982 przewodniczył Komitetowi Nauk Zoologicznych PAN. W 1989 został również członkiem reaktywowanej Polskiej Akademii Umiejętności.
Specjalizował się w szczegółowej hodowli zwierząt, zwłaszcza w hodowli trzody chlewnej. Był m.in. współautorem książki Chów i tucz trzody bekonowej (1960, z K. Bielińskim i T. Turkowskim).
Żoną profesora Duńca była Kazimiera z Gołębskich, a stryjecznym bratem Marian Duniec, profesor immunogenetyki w Instytucie Zootechniki w Krakowie.
Pochowany na cmentarzu wojskowym przy ul. Prandoty w Krakowie (kw. LXXXVI-15-42). 

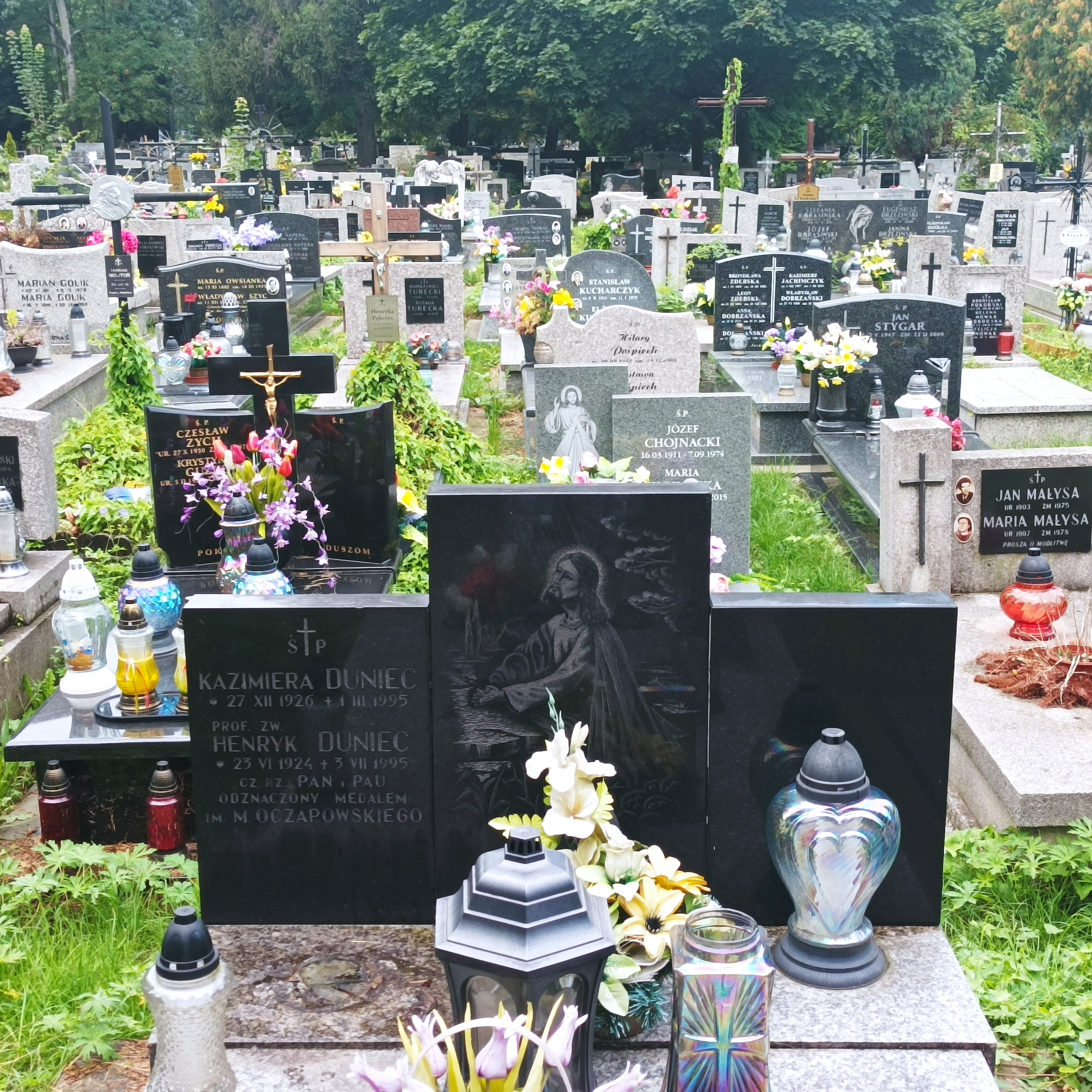
Grób prof. Henryka Duńca na cmentarzu wojskowym przy ul. Prandoty w Krakowie